# Günter Fronius
Günter Fronius, né le 11 novembre 1907 à Sibiu et mort le 21 juillet 2015, est un entrepreneur austro-roumain. Il est le fondateur du Fronius International GmbH.